# Sklobeton

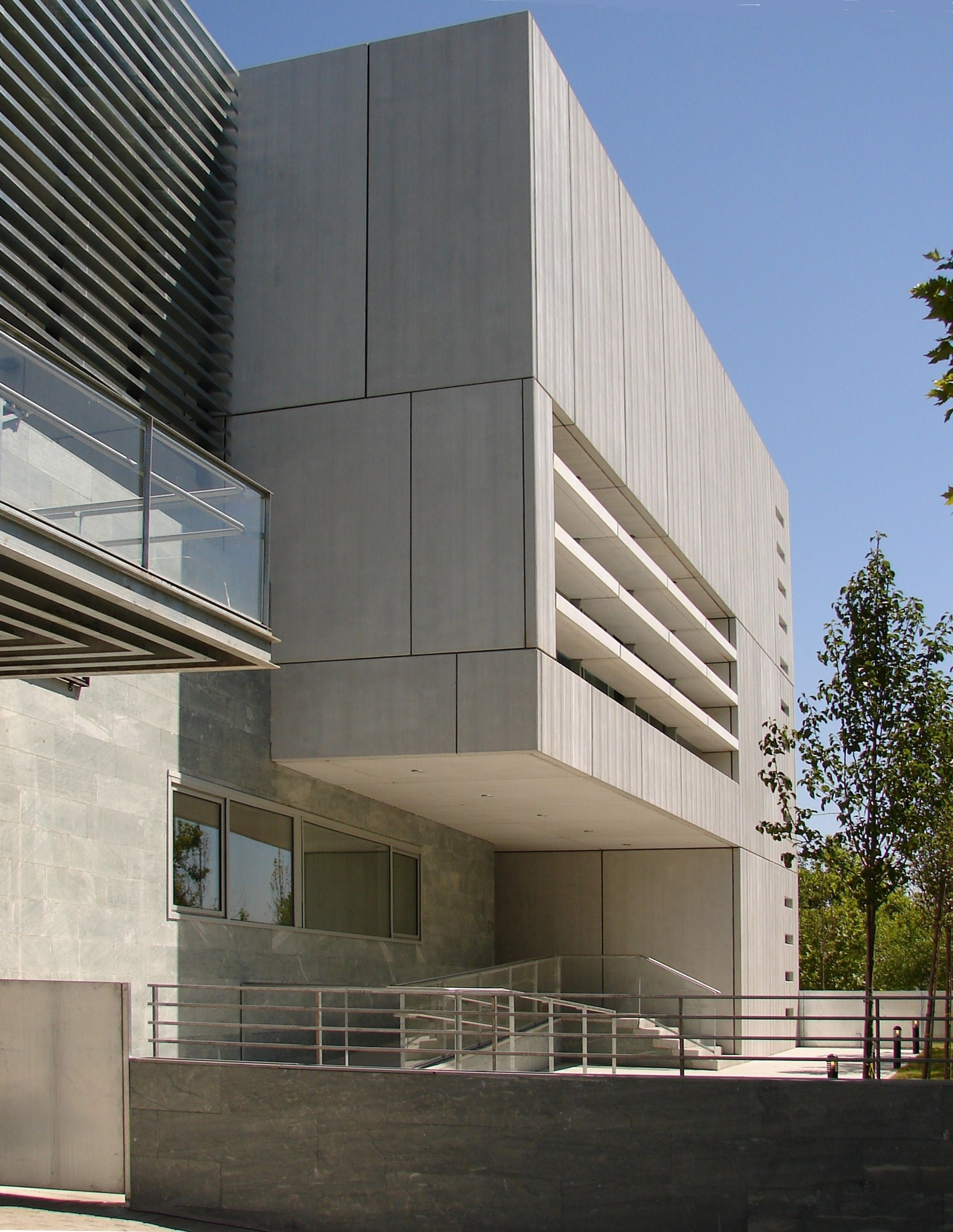
Fasáda Knihovny Lope de Vega v Madridu (panely ze sklobetonu)

Sklobeton, též sklovláknobeton (anglicky glass fiber reinforced concrete, GFRC) je kompozitní materiál složený z portlandského cementu, skleněných vláken, anorganického plniva a dalších přísad dle požadovaných vlastností konečného materiálu.

## Charakteristika
Skleněná vlákna jako výztuž do betonu se začala používat v 90. letech 20. století. Vzhledem k silně alkalickému prostředí hmot na cementové bázi, tudíž i betonu, bylo třeba vyvinout alkalirezistentní skleněné vlákno s vysokou pevností v tahu.
U sklobetonů a sklovláknobetonů se používá, podle požadovaných výsledných vlastností materiálu, výztuž ve formě jednotlivých skleněných vláken, jejich svazků nebo jejich plošného uspořádání (mříže, síťky, rohože). Skleněná vlákna i jejich svazky jsou různé velikosti, tvaru, délky i průměru. Výsledná pevnost a další vlastnosti materiálu závisí na soudržnosti mezi svazky a cementovou matricí i na soudržnosti mezi jednotlivými vlákny svazku. Vlákna ve svazcích i celé svazky jsou opatřeny ochranným povlakem, aby se zajistila neporušenost jejich povrchů.
Podle uspořádání skleněné výztuže v betonu rozlišujeme:
- beton modifikovaný skleněnými vlákny (vlákna jsou rozptýlená a slouží k zamezení vzniku mikrotrhlin při tuhnutí betonu)
- sklobeton (vlákna jsou v pletencích, které jsou chráněné před polámáním při míchání)
- hybridní sklobeton (obsahuje jak rozptýlená, tak vlákna v pletencích)
- sklovláknobeton (obsahuje pletence, které vytvářejí jakousi rohož, která se do vrstvy betonu vkládá)

## Užití
Sklobeton lze odlévat do forem a dosahovat tak téměř libovolných tvarů. Často se využívá schopnosti sklobetonu přenášet velká zatížení i v malých tloušťkách materiálu, obvykle 1–3 cm. Další důležitou vlastností sklobetonu je nízká tepelná roztažnost a vysoká odolnost proti tepelným rázům. Díky těmto vlastnostem je oblast použití sklobetonu velmi široká. Používá se na obkladové desky, kabelové žlaby s velkými požadavky na mechanickou pevnost a ohnivzdornost (zkratové proudy apod.), kryty kabelových žlabů, skříně, nádoby, chráničky, vložkování stávajících konstrukcí, ztracené bednění, ozdobné prvky budov, okenní orámování, atd. Všechny tyto výrobky jsou díky tenkým stěnám relativně lehké a snadno manipulovatelné.

## Příklady realizace
- Městská knihovna Lope de Vega, Madrid – (panely ze sklobetonu)
- Muzeum revoluce Sin-chaj, Wu-chan – (panely ze sklovláknobetonu se samočisticí úpravou)